# 卡莉·查肯
卡莉·汉娜·查肯 （英語：Carly Hannah Chaikin，1990年3月26日—）是一位同時集編劇、監製於一身的美國女演員。 在2009年開始演藝生涯，參演了她第一套的電影《The Consultants》。两年後，與傑瑞米·西斯托共同演出ABC的情景戲劇《單親爸爸與小妞》，飾演Dalia Royce，一個讓她名成利就的角色，直至到2014年系列结束。2015年開始出演《駭客軍團》，飾演Darlene，一個「反社會 (fsociety)」地下黑客組織的黑客。

## 早期的生活
查肯出生在 加利福尼亚州圣莫尼卡，有着一个心脏病医生的父亲和一个物理治疗师的母亲的家庭。 她被 犹太人抚养长大。
她去 了Archer女子学校，一个在洛杉矶的高中。 在此期间，她参加了各种各样的运动，包括排球、垒球、篮球和足球。

## 职业生涯
她在11岁时就知道她要成为一个演员。
2009年，查肯在维诺尼卡的电影《顾问》中扮演了角色，于2010年12月4日在美国播出。
查肯与麦莉·赛勒斯一起在一部由尼可拉斯·史派克导演的电影《最后一支歌》中出演，于2010年3月31日在美国上映。她在戏中扮演了一个大反派Blaze，为罗尼（由Cyrus扮演）惹麻烦的叛逆者。
查肯在2012年的独立电影《我的叔叔拉斐尔》中主演 约翰·迈克尔·希金斯.
2011年,查肯在ABC的情景喜剧《郊区故事》中扮演达赖奥法罗伊斯。查肯的角色，达赖，对珍·莉薇所扮演的角色泰莎很刻薄。她的表演获得了普遍好评。她迅速成为粉丝的最爱，而她的节目则成为了时下热点。查肯为Parade杂志撰写了很多关于她的角色达赖的故事。。并且，她还为她的角色达赖拍摄了一部名为《失焦》的MV。
查肯在郊区故事中所扮演的角色在2013年被提名为影视评论家选择的电视喜剧类最佳女配角奖，且作为潜在的艾美奖而被提名。系列在2014年5月14日结束。
除了表演,查肯还是一位作家和电影短片制片人，其中包括去他妈的生日快乐，无处可去。2013年的惊鸿一瞥电影节上，这些电影被众多人所称赞。
查肯于2014年，出演了USA电视台的电视连续剧，黑客军团,她扮演了角色达琳，一个程序员,为fsociety组织写恶意rootkit代码。在2015年西南偏南电影节，赢得了情景电视节目奖。黑客军团的第二季。收到了广泛的好评。查金去扮演了安琪拉和达琳，两个角色角色。她说，演员变态的性格的本质真的吸引了她。
2015年，查肯友情出演了Marc Maron的电视节目，Maron，作为Tina，一个大学老师助理。

## 个人生活
查肯是一个画家,专注于丙烯酸树脂和石油，和一些拼贴。虽然绘画课一直伴随着她的成长，但查金说，她主要是自学成才的。她有11个纹身,其中一个有鲍勃·迪伦的歌词。
查金鼓励精神疾病国际联盟进行研究，支持受到精神疾病的影响的病人和他们的家人。她最近担任NAMI Walk的司仪，组织筹集资金，并匹配传入的捐款。过去她曾为公司记录了PSAs

## 影片集锦

### 电影
| 一年   | 标题              | 角色        | 笔记 |
| ------ | ----------------- | ----------- | ---- |
| 2009年 | 咨询公司          | 维罗妮卡    |      |
| 2010年 | 最后一首歌        | 火          |      |
| 2011年 | 逃亡者            | 林恩·彼得森 |      |
| 2012年 | 我的叔叔拉斐尔    | 金          |      |
| 2013年 | 在这样一个世界... | 折磨人的    |      |
| 2015年 | 敌对              | 弗朗西丝    |      |

### 电视节目
| 一年        | 标题           | 角色       | 笔记                                                                                     |
| ----------- | -------------- | ---------- | ---------------------------------------------------------------------------------------- |
| 2011 - 2014 | 郊区故事       | 达赖罗伊斯 | 主要演员;50 集影视评论家选择电视奖最佳女配角奖提名；青少年最喜欢的喜剧系列的反派角色提名 |
| 2012年      | 比它看起来更硬 | 凯蒂       | 2集:“姐妹”和“导师”                                                                       |
| 2012年      | NTSF:SD:SUV::  | 布列塔尼   | 插曲:“16跳街”                                                                            |
| 2015年      | 马伦           | 蒂娜       | 插曲:“欲望”的教授                                                                        |
| 2015年至今  | 黑客军团       | 达琳艾德森 | 主要演员;21集                                                                            |

### 短片和网络视频系列
| 一年   | 标题             | 角色         | 笔记                      |
| ------ | ---------------- | ------------ | ------------------------- |
| 2012年 | 比它看起来更硬   | 凯蒂         | 网络视频系列;2集          |
| 2012年 | 无处可去         | Austyn       | 短片,也是作家兼执行制片人 |
| 2013年 | 去他妈的生日快乐 | 曼迪麦克道尔 | 短片                      |
| 2014年 | 失调             | 茱莉亚       | 短片                      |
| 2014年 | 字面上的         | 短片         |                           |